# 트료흐고르니
트료흐고르니(러시아어: Трёхгорный)는 러시아 첼랴빈스크주에 위치한 도시로 인구는 12,683명(2010년 기준)이다. 도시 이름은 러시아어로 "3개의 산"을 뜻한다.
첼랴빈스크에서 서쪽으로 약 200km 정도 떨어진 곳에 위치한다. 1952년 핵무기 제조 시설이 들어서면서 폐쇄 도시가 되었다. 도시 안에는 원자로 시설이 들어서 있다.

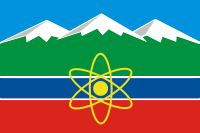
시기
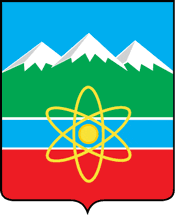
시 문장